# (21687) Filopanti
(21687) Filopanti (1999 RB37) – planetoida z pasa głównego asteroid okrążająca Słońce w ciągu 4,63 lat w średniej odległości 2,78 j.a. Odkryta 11 września 1999 roku.